# Weltmeisterschaften im Trampolinturnen 1996
Die 19. Turn-Weltmeisterschaften im Trampolinturnen fanden 1996 in Vancouver, Kanada statt.

## Ergebnisse

### Männer Einzel
| Rang | Land       | Turner              |
| ---- | ---------- | ------------------- |
|      | Belarus    | Dsmitryj Poljarusch |
|      | Frankreich | Emmanuel Durand     |
|      | Belarus    | Jewgeni Beljajew    |

### Männer Team
| Rang | Land       | Turner                                                                      |
| ---- | ---------- | --------------------------------------------------------------------------- |
|      | Frankreich | Fabrice Henrique Guillaume Bourgeon Emmanuel Durand David Martin            |
|      | Belarus    | Dsmitryj Poljarusch Jewgeni Beljajew Ruslan Kaschperkow Mikalaj Kasak       |
|      | Russland   | German Chnytschew Aleksander Daniltschenko Sergej Jachew Alexander Russakow |

### Synchron Männer
| Rang | Land        | Turner                          |
| ---- | ----------- | ------------------------------- |
|      | Russland    | Sergej Woronin Andrej Kossow    |
|      | Frankreich  | David Martin Emmanuel Durand    |
|      | Deutschland | Martin Kubicka Stefan Reithofer |

### Doppel Mini-Trampolin Männer
| Rang | Land       | Turner           |
| ---- | ---------- | ---------------- |
|      | Kanada     | Chris Mitruk     |
|      | Australien | Ji Wallace       |
|      | Bulgarien  | Radostin Ratchev |

### Doppel Mini-Trampolin Team Männer
| Rang | Land       | Turner                                                |
| ---- | ---------- | ----------------------------------------------------- |
|      | Kanada     | Israel Martens Michel Greene Chris Mitruk Jermy Brock |
|      | Australien | Ji Wallace Steve Bland Adrian Wareham Darren Gillis   |
|      | Portugal   | Diego Faria Pedro Reis Hugo Paulo Nuno Lico           |

### Tumbling Männer
| Rang | Land               | Turner            |
| ---- | ------------------ | ----------------- |
|      | Vereinigte Staaten | Rayshine Harris   |
|      | Russland           | Andrei Krugljakow |
|      | Russland           | Andrei Solowjow   |

### Tumbling Team Männer
| Rang | Land               | Turner                                                               |
| ---- | ------------------ | -------------------------------------------------------------------- |
|      | Vereinigte Staaten | Brad Davis Rayshine Harris Rashaan Sampson Roger Walker              |
|      | Frankreich         | Nicolas Francillon Stephane Bayol Franck Salcines Christophe Freroux |
|      | Russland           | Andrej Krugljakow Andrej Solowjow Jewgeni Bogonolow                  |

### Damen Einzel
| Rank | Land     | Turnerin          |
| ---- | -------- | ----------------- |
|      | Russland | Tatiana Kowaljewa |
|      | Russland | Irina Karawajewa  |
|      | Belarus  | Halina Lebedsewa  |

### Damen Team
| Rank | Land     | Turnerin                                                                   |
| ---- | -------- | -------------------------------------------------------------------------- |
|      | Russland | Aleksandra Sakrewskaja Irina Slonowa Irina Karawajewa Tatjana Kowaljewa    |
|      | Ukraine  | Oksana Werbitskaja Olena Mowtschan Oksana Zyhuljowa Larissa Chrestschik    |
|      | Belarus  | Halina Lebedsewa Natalja Karpenkowa Ljudmila Padassenko Tamara Grajewskaja |

### Synchron Damen
| Rang | Land     | Turner                                   |
| ---- | -------- | ---------------------------------------- |
|      | Ukraine  | Oksana Zyhuljowa Olena Mowtschan         |
|      | Belarus  | Halina Lebedsewa Natalia Karpenkowa      |
|      | Russland | Aleksandra Sakrewskaja Tatjana Kowaljewa |

### Doppel Mini-Trampolin Damen
| Rang | Land               | Turner         |
| ---- | ------------------ | -------------- |
|      | Vereinigte Staaten | Jennifer Sans  |
|      | Kanada             | Lisa Colussi   |
|      | Portugal           | Maria Oliveira |

### Doppel Mini-Trampolin Team Damen
| Rang | Land               | Turner                                                     |
| ---- | ------------------ | ---------------------------------------------------------- |
|      | Vereinigte Staaten | Jennifer Sans Jaime Strandmark Erin Maguire Kimberly Sans  |
|      | Neuseeland         | Rebecca Winstone Kylie Walker Tiffany Smith Katrina Moodie |
|      | Deutschland        | Ute Springub Gretje Reinemer Gitta Rosemann Nicole Krüger  |

### Tumbling Damen
| Rang | Land               | Turner          |
| ---- | ------------------ | --------------- |
|      | Frankreich         | Chrystel Robert |
|      | Vereinigte Staaten | Kendra Stucki   |
|      | Vereinigte Staaten | Erin Maguire    |

### Tumbling Team Damen
| Rang | Land               | Turner                                                      |
| ---- | ------------------ | ----------------------------------------------------------- |
|      | Frankreich         | Chrystel Robert Marlene Bayet Melanie Avisse Karine Boucher |
|      | Vereinigte Staaten | Kendra Stucki Erin Maguire Amanda Lentz Catarina Osteen     |
|      | Kanada             | Kelly Ottenbreit Karen Stevens Kovia Lovell Cassie Shirley  |

### Medaillenspiegel
| Rang | Nation             | Gold | Silber | Bronze | Gesamt |
| ---- | ------------------ | ---- | ------ | ------ | ------ |
| 1    | Vereinigte Staaten | 4    | 2      | 1      | 7      |
| 2    | Frankreich         | 3    | 3      | -      | 6      |
| 3    | Russland           | 3    | 2      | 4      | 9      |
| 4    | Kanada             | 2    | 1      | 1      | 4      |
| 5    | Belarus            | 1    | 2      | 3      | 6      |
| 6    | Australien         | 1    | 1      | -      | 2      |
| 6    | Ukraine            | 1    | 1      | -      | 2      |
| 8    | Neuseeland         | -    | 1      | -      | 1      |
| 9    | Deutschland        | -    | -      | 2      | 2      |
| 9    | Portugal           | -    | -      | 2      | 2      |
| 11   | Bulgarien          | -    | -      | 1      | 1      |